# Lothar Klein
Lothar Klein (ur. 15 maja 1954 w Dreźnie) – niemiecki polityk, samorządowiec i urzędnik, poseł do Volkskammer i obserwator w Parlamencie Europejskim.

## Życiorys
Ukończył technikum elektroniczne i odbył służbę wojskową. Ze względów politycznych (pochodzenie z chrześcijańskiej rodziny) nie podjął studiów, w latach 1999–2000 odbył kurs dziennikarski. Od 1976 do 1990 pracował jako serwisant w fabryce ZDM Dreźnie. Od 1991 do 2000 zatrudniony jako referent w urzędzie Gaucka. Następnie od 2001 pracował w muzeum urządzonym w dawnej siedzibie Ministerstwa Bezpieczeństwa Państwowego NRD i fundacji upamiętniającej ofiary tyranii politycznej.
Od 1990 należał do Niemieckiej Unii Społecznej, zasiadał w jej miejskich i federalnych władzach. W marcu tegoż roku wybrano go do Volkskammer, jego mandat wygasł wraz ze zjednoczeniem Niemiec w październiku 1990. Od 1991 do lipca 1994 był obserwatorem w Parlamencie Europejskim reprezentującym dawną NRD z rekomendacji CDU (zastąpił zmarłego Gottharda Voigta). W 1993 przeszedł do Unii Chrześcijańsko-Demokratycznej. W 2004, 2009 i 2014 wybierano go do rady miejskiej Drezna. Od 2004 do 2013 był zastępcą burmistrza dzielnicy Weixdorf.

## Życie prywatne
Jest ewangelikiem, ma dwoje dzieci.